# Зоната на здрача (сериал, 1959)
„Зоната на здрача“ (на английски: The Twilight Zone) е американски телевизионен сериал-антология, включващ жанровете като: научна фантастика, мистерия, ужаси и магически реализъм, излъчен по телевизия Си Би Ес в периода от 1959 г. до 1964 г. Създател и домакин на шоуто е сценариста Род Сърлинг.
Сериалът представлява колекция от самостоятелни истории, всяко с различни персонажи. Темите се въртят около мистичното, тайнственото, абсурдното и ужасяващото, поставяйки заглавния образ в нетипична ситуация. Сюжетът, вариращ от трагичен до комичен, винаги завършва с неочакван край и морална поука.
Продуктът добива изключителна популярност в Америка и служи като модел за телевизионните антологии. Род Сърлинг печели две награди „Еми“, през 1960 и 1961, за „най-добър сценарий“ и награда „Златен глобус“ за „най-добър телевизионен продуцент или режисьор“. Шоуто е последвано от две версии: по Си Би Ес през 1985 и телевизия UPN през 2002 г.

## Встъпителни думи
В началото на всеки епизод е следния монолог:

Има пето измерение извън това, което е известно на човека. Измерение като огромно пространство и като вечна безкрайност. То е средно между светлината и мрака, между науката и суеверието, и се намира между ямата на страховете на човека и на върха на неговото познание. Това е измерение на въображението. Това е място, което наричаме Зоната на здрача.
—Род Сърлинг

## Излъчване
| Сезон         | Време на излъчване |
| ------------- | ------------------ |
| 1 (1959–1960) | Петък, 22:00       |
| 2 (1960–1961) | Петък, 22:00       |
| 3 (1961–1962) | Петък, 22:00       |
| 4 (1963)      | Четвъртък, 21:00   |
| 5 (1963–1964) | Петък, 21:30       |

## Еми награди
Зоната на здрача е 4 пъти номиниран и 2 пъти носител на Праймтайм Еми награда.
- 1959–1960 (представено на 20 юни 1960 г.)
  - Изключителни постижения в драмата: Род Сърлинг – печели
- 1960–1961 (представено на 16 май 1961 г.)
  - Изключителни програмни постижения в сферата на драмата – номинация[6]
  - Изключителни постижения в драмата: Род Сърлинг – печели
- 1961–1962 (представено на 22 май 1962 г.)
  - Изключителни постижения в драмата: Род Сърлинг – номинация[7]

## DVD издание
„The Twilight Zone: The Complete Definitive Collection“ пуснат само за територията Съединените щати и Канада от „Image Entertainment“ на 3 октомври 2006 г.